# Chrysanthios z Sardes
Chrysanthios z Sardes (stgr. Χρυσάνθιος) – żyjący w IV wieku grecki filozof, neoplatonik.

## Życiorys
Uczeń Aidesiosa z Kapadocji. Za rządów Juliana Apostaty, jako arcykapłan prowincji Lidii, odrzucił propozycję zostania doradcą cesarza i zachował dystans do polityki religijnej władcy, co zapewniło mu szacunek zarówno ze strony pogan, jak i chrześcijan. Dożył sędziwego wieku, zmarł mając 80 lat. W ostatnich latach życia opiekował się nim Eunapios, który był krewnym jego żony.